# Edraianthus dalmaticus
Edraianthus dalmaticus або далматинські дзвоники — це ендемічна рослина родини дзвоникових (Campanulaceae). Вид був вперше описаний А. Де Кандоль у 1830 р. Поблизу Соліна.
Зростає в околицях Кліса, Соліна та Дрініса, на схилах Проміни, у Врілічку та Синському Полі, у Каньйоні Цетіна та на північних схилах Мосора.
Це багаторічна трав'яниста рослина, розетка в неї злегка куляста. Цвіте два-п'ять разів на рік, розмножується насінням. Чашкові нитки широко трикутні, однакової ширини та довжини. Суцвіття значно залишається над рослиною. Слайдер відкривається асиметрично всередині чашки. Квітки мають головкоподібні суцвіття, які оточені листям.
Геліофільна рослина. У північній частині середовища проживання росте на вологих, затоплених або заболочених луках карстових полів, які значну частину року перебувають під водою і лише влітку висушуються. У південній частині ареалу вони ростуть у сухих кам'янистих місцях, на кам'янистих пасовищах. Підходящими ґрунтами є суглинні та розріджувальні глини.